# Falcon Heights, Texas
Falcon Heights là một nơi ấn định cho điều tra dân số (CDP) thuộc quận Starr, tiểu bang Texas, Hoa Kỳ. Năm 2010, dân số của nơi này là 53 người.

## Dân số
- Dân số năm 2000: 335 người.
- Dân số năm 2010: 53 người.